# 121 Atlantic Place
121 Atlantic Place, anteriormente el Atlantic National Bank Building, es un rascacielos histórico en la ciudad de Jacksonville, Florida (Estados Unidos). Fue construido en 1909 como la sede del Atlantic National Bank y está ubicado en 121 West Forsyth Street. Fue el edificio más alto de Jacksonville y Florida desde 1909 hasta 1912, y sigue siendo un edificio de oficinas en la actualidad.

## Historia
El edificio fue diseñado por los arquitectos de la ciudad de Nueva York Mowbray & Uffinger y construido entre 1908 y 1909 por James Stewart Company para el Atlantic National Bank. La estructura de acero tiene 10 pisos y 41 m de altura, e incluye un revestimiento de mármol blanco de Sylacauga en los dos pisos inferiores y terracota blanca en los ocho superiores. La fachada incluye detalles ornamentados, columnas de dos pisos alrededor de la entrada y otros elementos decorativos.
El edificio fue construido en medio de una carrera a tres bandas con el Bisbee Building y el Seminole Hotel para convertirse en el primer rascacielos de Jacksonville. Los tres edificios estaban ubicados en Forsyth Street dentro de una cuadra uno del otro, y los tres tenían diez pisos de altura. El edificio del Atlantic National Bank se inauguró en agosto de 1908, poco después del edificio Bisbee pero antes del hotel Seminole. El Bisbee abrió justo antes del edificio del Atlantic National Bank al año siguiente, ganando la carrera. Sin embargo, con 41 metros, el Atlantic Bank Building era más alto que los demás, lo que lo convertía en el edificio más alto de Jacksonville y el más alto de Florida en ese momento. Ocupó ese puesto hasta que se completó Florida Life Building en 1912.
El Atlantic National Bank, fundado por Edward W. Lane, Thomas P. Denham y Fred W. Hoyt en 1903, trasladó su sala bancaria del cercano Dyal-Upchurch a la nueva sede. En 1926, el banco abrió el Anexo del Atlantic National Bank directamente detrás del Bank Building en West Adams Street. Este edificio, ahora conocido como el Schultz Building, se agregó al Registro Nacional de Lugares Históricos en 1997. En 1985, Atlantic National Bank se fusionó con First Union, que a su vez fue adquirida por Wachovia (y posteriormente por Wells Fargo). El edificio del Atlantic National Bank cambió de manos a lo largo de los años y se conoció como 121 Atlantic Place, pero todavía se usa como edificio de oficinas. Fue renovado en la década de 2000, con una adición de cinco pisos al oeste. Una característica única de la estructura es su túnel peatonal que conecta con el edificio del banco BB&T, el único túnel de este tipo en el centro de Jacksonville que todavía está en uso. Este túnel, creado originalmente para facilitar el viaje seguro entre edificios, alberga un pequeño restaurante, Benny's, desde 1985.